# Jenipapo de Minas
Jenipapo de Minas là một đô thị thuộc bang Minas Gerais, Brasil. Đô thị này có diện tích 284,861 km², dân số năm 2007 là 6905 người, mật độ 21,6 người/km².